# جورج وورثينغتون (تنس)
جورج وورثينغتون (بالإنجليزية: George Worthington)‏ مواليد 10 أكتوبر 1928 في سيدني - الوفاة 8 ديسمبر 1964 في وستمنستر، كان لاعب كرة مضرب أسترالي بدأ مسيرته كمحترف سنة 1956 وكان يلعب باليد اليمنى، اعتزل اللعب في 1960. كما أنه أحد أبطال الجراند سلام.

## النهائيات

### زوجي الرجال

#### الوصافة(2)
| التاريخ | البطولة                     | الشريك        | المنافس                  | النتيجة       |
| 1947    | البطولة الأسترالية          | فرانك سيدجمان | أدريان كويست جون بروميتش | 1–6, 3–6, 1–6 |
| 1949    | بطولة أمريكا المفتوحة للتنس | فرانك سيدجمان | جون بروميتش بيل سيدويل   | 4–6, 0–6, 1–6 |

## روابط خارجية
- جورج وورثينغتون على موقع رابطة محترفي التنس (الإنجليزية)
- جورج وورثينغتون على موقع كأس ديفيز (الإنجليزية)
- جورج وورثينغتون على موقع بطولة ويمبلدون (الإنجليزية)